# 순도 (고구려)
순도(順道, ? ~ ?)는 4세기의 승려로, 372년(고구려 소수림왕 2년)에 전진(前秦)의 왕 부견(符堅: 재위 357~385)이 전진의 정적을 보내준 고구려에 답례로 사자를 보내면서 같이 와 불교를 전했다. 이것은 고구려에 불교가 공식적으로 전래된 최초의 기록이다.
물론 이전에도 불교 자체를 접한 기록은 있지만, 제대로 받아들인건 이때가 거의 처음으로 본다. 참고로 백제는 이로부터 10여년 후에 마라난타가 오면서 불교가 공인되고, 신라는 둘보단 많이 늦은 527년 이차돈의 순교를 계기로 불교가 공인된다. 물론 셋 다 더 이전에 비공식적으로나마 불교를 접한 기록은 있다.
순도는 불상과 불경을 가지고 고구려로 왔는데 고구려의 왕과 신하들은 그를 귀인으로 맞이하였다고 한다. 그리고 순도는 고구려 최초의 사찰인 초문사(肖門寺) 혹은 성문사(省文寺)에 머물면서 불교를 포교하였다고 한다.
고구려에 처음 순도(順道)가 들어오고 2년 후 또 다른 승려 아도(阿道)가 들어왔다.
순도의 당시 출신은 불명이다. 명확한 기록이 없다보니 동진이나 인도, 서역 승려설 등 여러 추측들만 있는데, 저족인 부견이 보낸만큼 아예 다른 지역 사람일 가능성도 있다.

## 참고 문헌
- 이 문서에는 다음커뮤니케이션(현 카카오)에서 GFDL 또는 CC-SA 라이선스로 배포한 글로벌 세계대백과사전의 내용을 기초로 작성된 글이 포함되어 있습니다.